# Heiligenstädter Kirche St. Jakob

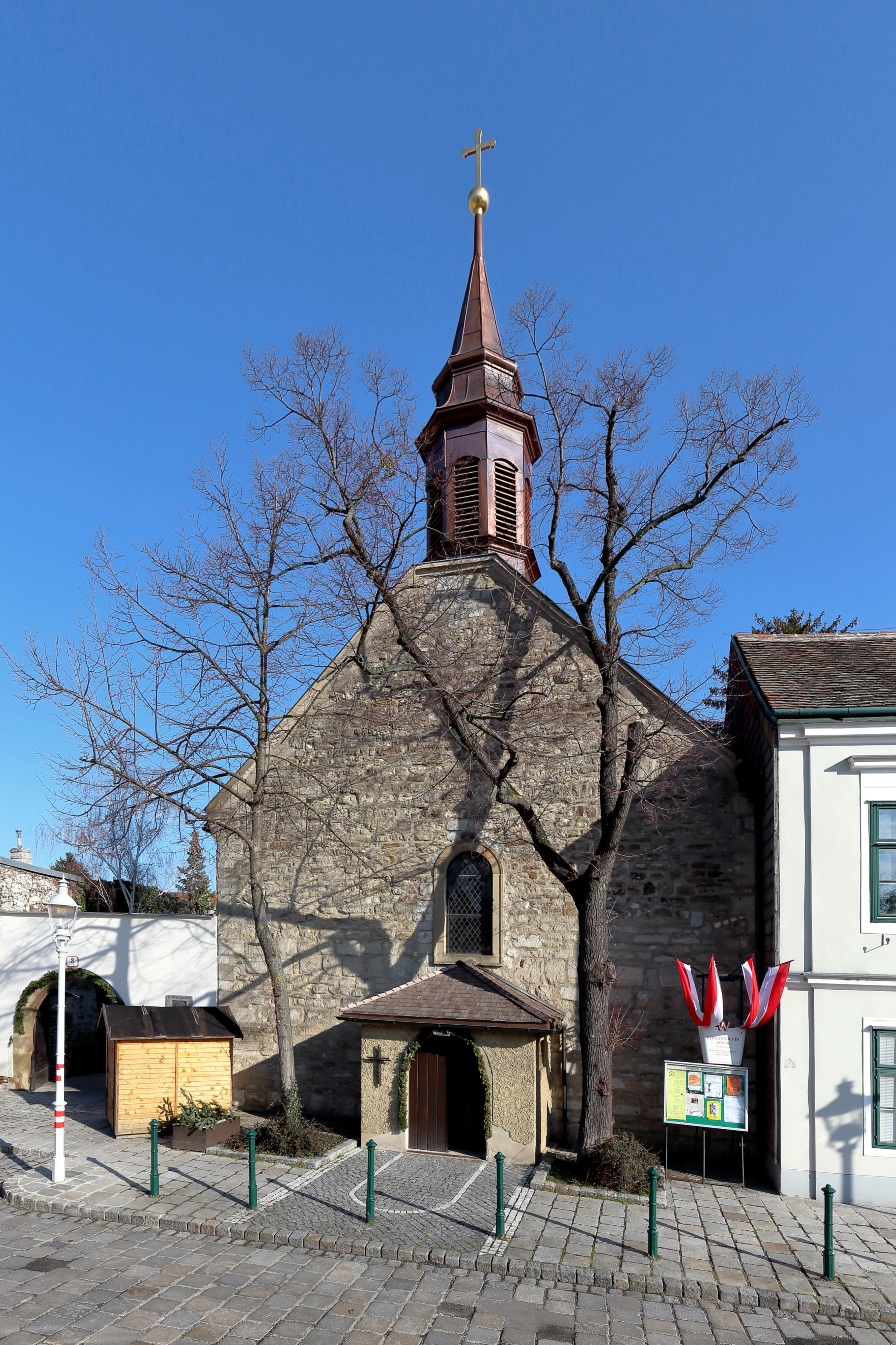
Südwestansicht der St. Jakobskirche

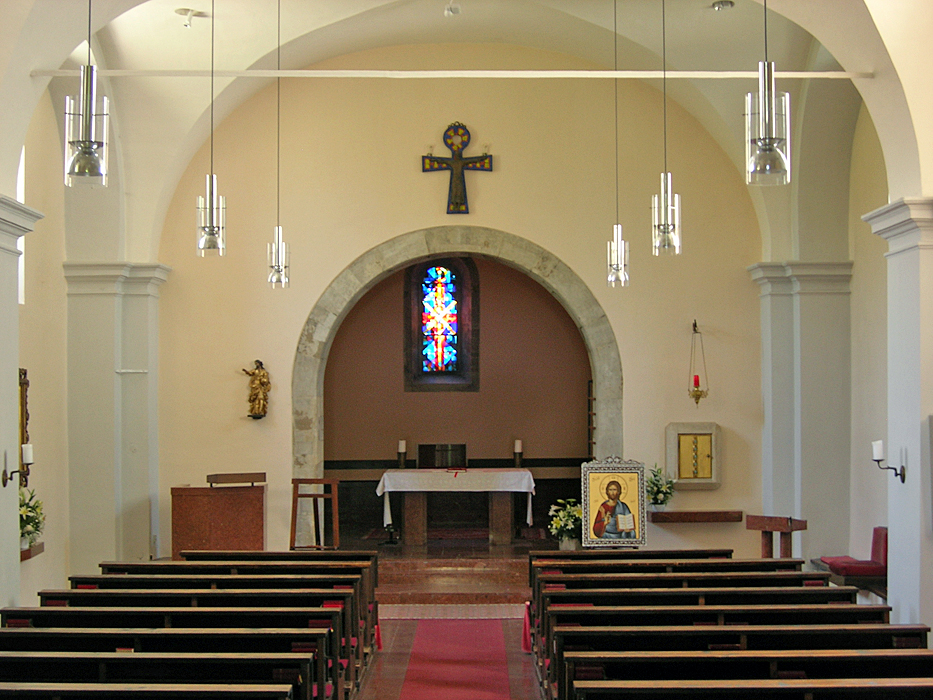
Innenansicht

Die Heiligenstädter Kirche St. Jakob ist eine der beiden Kirchen der römisch-katholischen Pfarre Heiligenstadt im 19. Wiener Gemeindebezirk Döbling am Heiligenstädter Pfarrplatz. Sie gilt als eine der ältesten Kirchen außerhalb der Wiener Innenstadt und ist dem heiligen Jakob geweiht.

## Geschichte

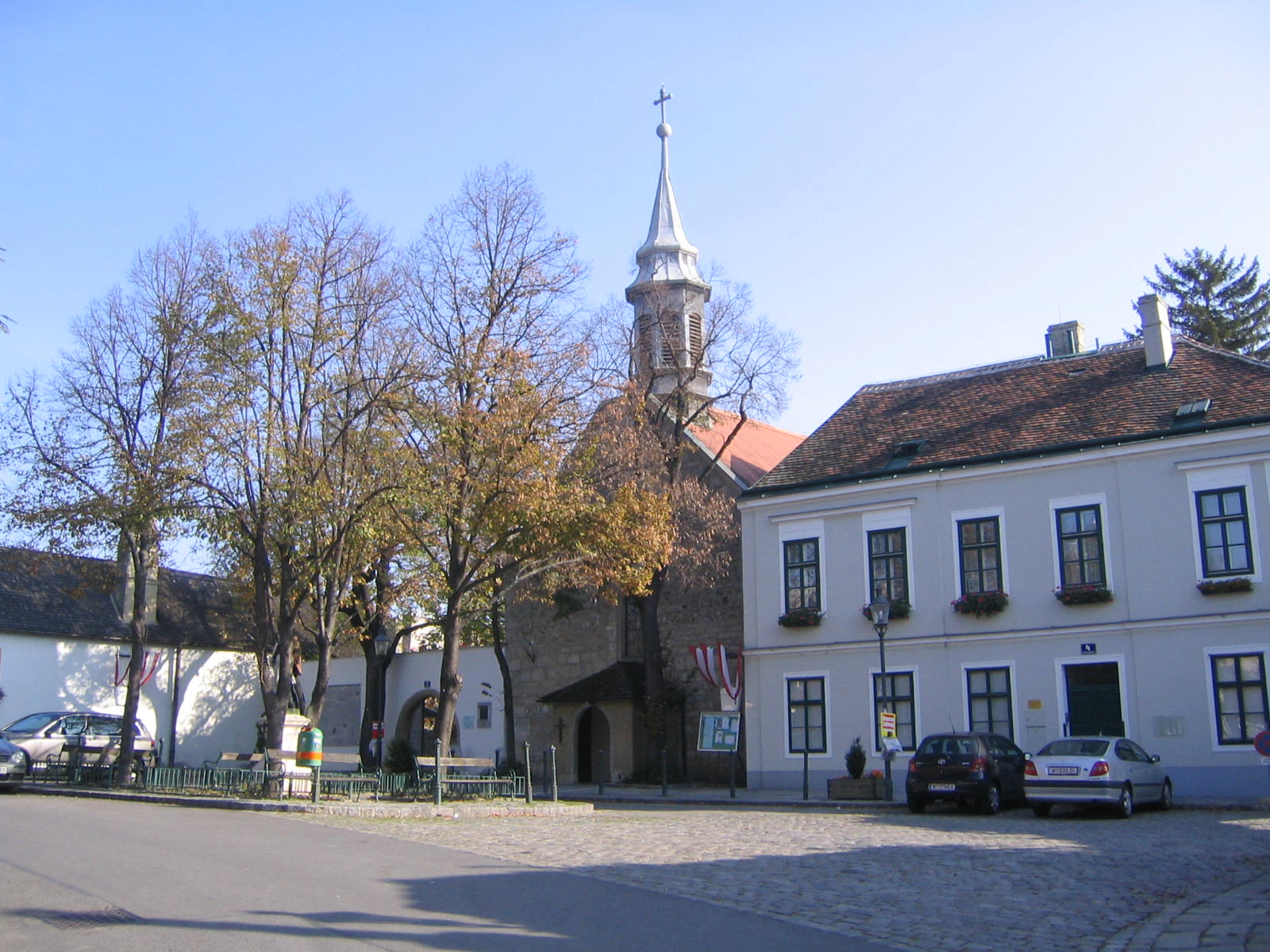
Pfarrplatz Heiligenstadt – in der Mitte St. Jakob, rechts die ehemalige Volksschule von Heiligenstadt

In Heiligenstadt gab es schon früh ein organisiertes Christentum und regelmäßige Gottesdienste. Die Entstehung der Jakobskirche geht ins 5. Jahrhundert zurück.
Ab dem Jahre 1105 gibt es Berichte über einen hier ausgeübten Severinkult. Wie aus einer Urkunde des Bischofs Rüdiger von Passau aus dem Jahre 1243 hervorgeht, war die Kirche in Heiligenstadt vorerst eine Filialkirche von St. Martin in Klosterneuburg und wurde erst 1246 von ihr getrennt.
Im Jahre 1263 wurde zum ersten Mal ein Hospital und die dort befindliche Pfarrerwohnung neben der Kapelle St. Jakob erwähnt. 1307 wurde Heiligenstadt dem Stift Klosterneuburg inkorporiert. Seit dieser Zeit sind Augustiner-Chorherren Pfarrer der Gemeinde Heiligenstadt. Ihre Seelsorge erstreckte sich damals auch auf die Nachbargemeinden Grinzing, Sievering, Salmannsdorf, Nußdorf, Ober- und Unterdöbling. Die Pfarrchronik erzählt, dass im Jahre 1480 ein Pfarrer, zwei Kooperatoren und fünf berittene Kapläne tätig waren.
Während der ersten Türkenbelagerung wurde die Kirche zerstört (14. Oktober 1529) und 1534 wieder aufgebaut, 1668 restauriert. Während der zweiten Türkenbelagerung (1683) wurden die Kirche und das danebenliegende Hospital zerstört. Nur die Kirche wurde wieder aufgebaut. Im Jahr 1745 stiftete Kardinal Fürst von Kollonitz der Kirche eine Partikel des hl. Severin, welche seither als Reliquie verehrt wird. 1752 erhielt die Kirche einen Turm.
Im Jahr 1952/53 wurde bei archäologischen Grabungen in der Jakobskirche sowohl innerhalb der Kirche und teilweise darüber hinausgreifend ein zweimal zerstörter römischer Bau ausgegraben. Innerhalb dieses Gebäudes befinden sich zwei frühchristliche Gräber. Die für die Gräber verwendeten Ziegel stammen von der 10. Legion. Nördlich der Kirche befand sich ein römischer Friedhof, in dessen Nähe 1980 auch ein Grab aus der Awarenzeit gefunden wurde. Daraus leitet sich auch eine weitere Theorie für den Namen der Ortschaft Heiligenstadt ab: Jeder Friedhof galt in früherer Zeit als „locus sanctus“. Dieser Friedhof dürfte für die sich im Mittelalter entwickelnde Ortschaft so kennzeichnend gewesen sein, dass sie Heiligenstadt genannt wurde. Einen Zusammenhang mit dem Grab des heiligen Severin lehnen neuere Forschungen allerdings ab.
Hier trifft sich heute auch die melkitische griechisch-katholische Gemeinde Wien.

## Beschreibung
Die Kirche ist eine einfache romanische Anlage. Die heutige Form stammt aus dem 12. Jahrhundert. Der Bau besteht aus einem einschiffigen Langhaus mit einem um zwei Stufen erhöhten, leicht verschobenen Presbyterium. An der linken Seite befinden sich drei Rundbogenfenster, rechts nur zwei. Die romanische Kirche besteht aus einem Langhaus mit einem quadratischen Chor.

## Pfarrplatz und Beethovenhaus
Der alte Pfarrplatz neben der Kirche ist nur durch schmale Gassen zugänglich und hat einen sehr warmen, anheimelnden Charakter. Er hat auch eine gute Akustik und eignet sich daher gut für kleinere Freiluftveranstaltungen. Beispielsweise finden dort öfters Freiluftkonzerte der Woche der Wiener Chöre statt.
Neben der Pfarrkirche befindet sich ein Beethoven-Haus. Es ein Weinhauerhaus, in dem sich Beethoven im Sommer 1817 aufhielt.